# Ayumu Hirano
Ayumu Hirano (jap. 平野 歩夢, Hirano Ayumu; * 29. November 1998 in Murakami) ist ein japanischer Skateboarder und Snowboarder. Er startet in der Disziplin Halfpipe.

## Werdegang
Hirano nimmt seit 2009 an Wettbewerben der TTR World Snowboard Tour teil. Dabei holte er im März 2011 bei den Burton US Junior Open im Stratton Mountain Resort seinen ersten Sieg. Zu Beginn der Saison 2012/13 siegte er bei den Burton High Fives im Snow Park. Es folgten in der Saison ein weiterer Sieg bei den Burton European Open 2013 in Laax, ein zweiter Platz bei den Burton US Open 2013 in Vail und ein dritter Rang beim The Arctic Challenge in Oslo. Bei den Winter-X-Games 2013 in Aspen gewann er Silber im SuperPipe Wettbewerb. Die Saison beendete er auf dem ersten Platz in der World Snowboard Tour Halfpipewertung. Im August 2013 fuhr er in Cardrona sein erstes Weltcuprennen, welches er gewann. Bei seiner ersten Olympiateilnahme 2014 in Sotschi holte er Silber auf der Halfpipe. Bei den Burton European Open 2015 in Laax belegte er den zweiten Platz und bei den Burton US Open 2015 den dritten Rang. Zu Beginn der Saison 2015/16 errang er den zweiten Platz bei der Winter Dew Tour in Breckenridge. Im Januar 2016 siegte er bei den Laax Open in Laax und belegte bei den Winter-X-Games 2016 in Aspen den zehnten Rang. Im folgenden Monat holte er bei den X-Games Oslo 2016 in Oslo die Goldmedaille. Im folgenden Jahr wurde er bei den Winter-X-Games 2017 Neunter. In der Saison 2017/18 gewann er die Weltcups in Copper Mountain und Secret Garden Skiresort und belegte in Cardrona den zweiten Platz. Er errang damit den dritten Platz im Freestyle-Weltcup und den zweiten Platz im Halfpipe-Weltcup. Zudem siegte er bei den Winter-X-Games 2018 in Aspen und bei den Burton US Open. Bei den Olympischen Winterspielen 2018 in Pyeongchang gewann er wie vier Jahre zuvor die Silbermedaille in der Halfpipe. Nach drei Jahren ohne Rennen nahm er im Februar 2021 beim Rev Tour Rookie Fest in Aspen teil und gewann diesen Wettbewerb. In der Saison 2021/22 siegte er beim Weltcup in Copper Mountain sowie bei den Laax Open und gewann damit den Halfpipe-Weltcup. Zudem holte er bei den Winter-X-Games 2022 die Silbermedaille. Beim Saisonhöhepunkt, den Olympischen Winterspielen 2022 in Peking, gewann er die Goldmedaille.

## Erfolge

### Olympische Spiele
- 2014 Sotschi: 2. Platz Halfpipe
- 2018 Pyeongchang: 2. Platz Halfpipe
- 2022 Peking: 1. Platz Halfpipe

### Winter-X-Games
- 2015 Aspen: 6. Platz Halfpipe
- 2016 Aspen: 10. Platz Halfpipe
- 2016 Oslo: 1. Platz Halfpipe
- 2018 Aspen: 1. Platz Halfpipe
- 2022 Aspen: 2. Platz Halfpipe
- 2023 Aspen: 6. Platz Halfpipe
- 2024 Aspen: 8. Platz Halfpipe
- 2025 Aspen: 3. Platz Halfpipe

### Weltcup
- 10 Podestplätze, davon 7 Siege

#### Weltcupsiege
| Nr. | Datum             | Ort             | Disziplin |
| --- | ----------------- | --------------- | --------- |
| 1.  | 24. August 2013   | Cardrona        | Halfpipe  |
| 2.  | 9. Dezember 2017  | Copper Mountain | Halfpipe  |
| 3.  | 21. Dezember 2017 | Secret Garden   | Halfpipe  |
| 4.  | 8. Januar 2022    | Mammoth         | Halfpipe  |
| 5.  | 15. Januar 2022   | Laax            | Halfpipe  |
| 6.  | 16. Dezember 2023 | Copper Mountain | Halfpipe  |
| 7.  | 20. Dezember 2024 | Copper Mountain | Halfpipe  |

#### Weltcup-Gesamtplatzierungen
| Saison  | Park & Pipe | Park & Pipe | Halfpipe | Halfpipe |
| Saison  | Punkte      | Platz       | Punkte   | Platz    |
| ------- | ----------- | ----------- | -------- | -------- |
| 2013/14 | 1200        | 11.         | 1200     | 7.       |
| 2015/16 | 450         | 54.         | 450      | 25.      |
| 2017/18 | 2800        | 3.          | 2800     | 2.       |
| 2021/22 | 250         | 3.          | 250      | 1.       |
| 2023/24 | 155         | 17.         | 155      | 8.       |
| 2024/25 | 290         | 4.          | 290      | 3.       |

### Burton US Open
- 2013: 2. Platz Halfpipe
- 2015: 3. Platz Halfpipe
- 2018: 1. Platz Halfpipe